# Bartolini Salimbeni

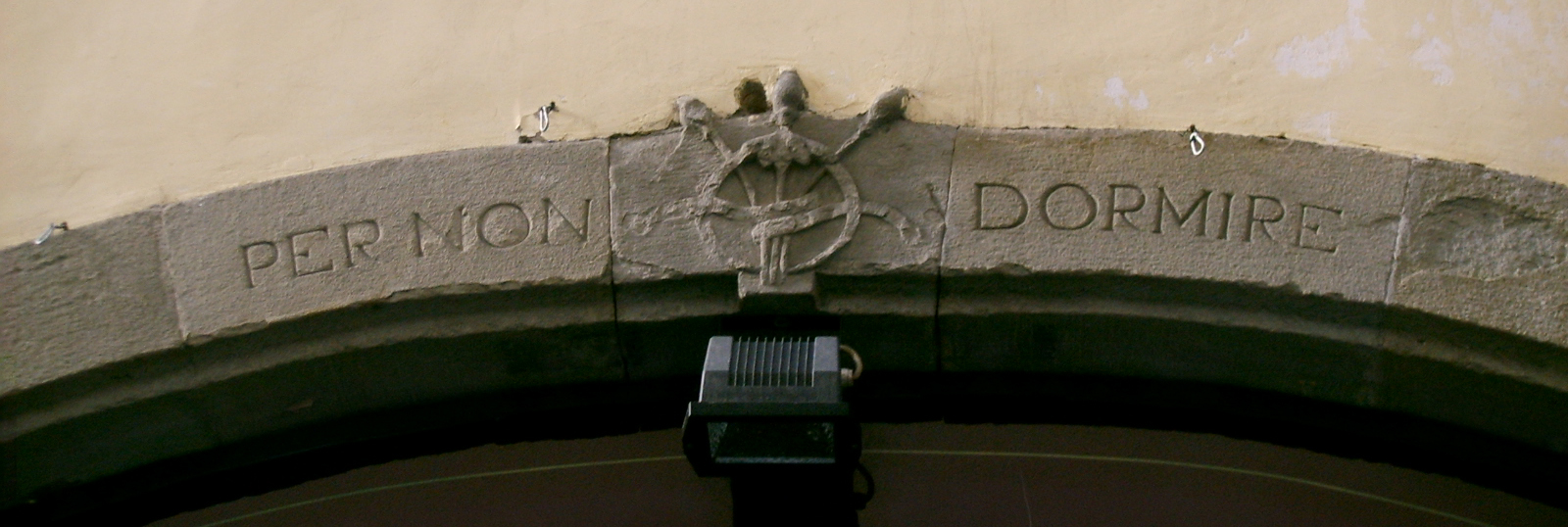
L'anello coi tre papaveri e il motto dei Bartolini Salimbeni, Per non dormire (via delle Terme, Firenze)

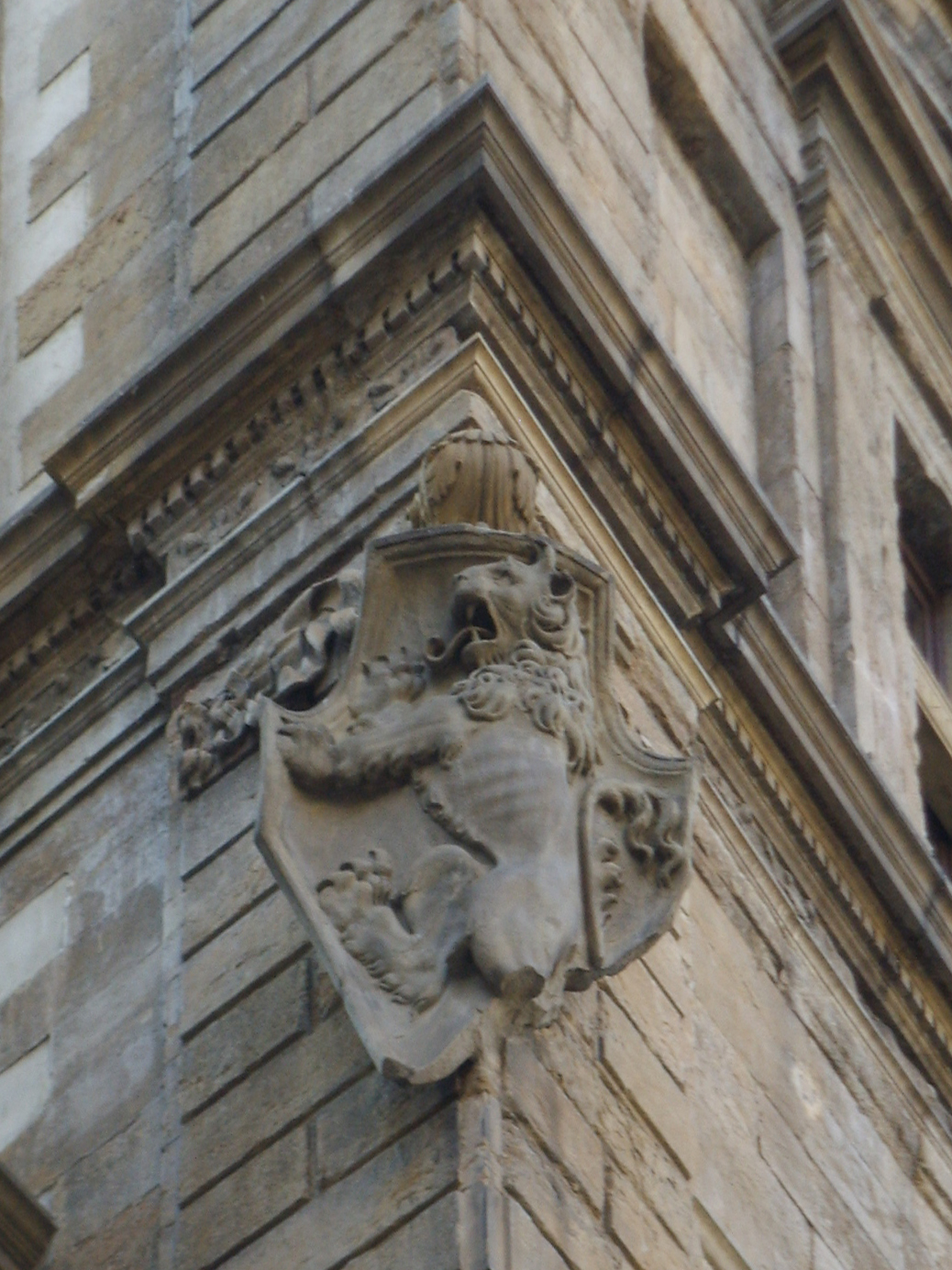
Stemma su palazzo Bartolini Salimbeni

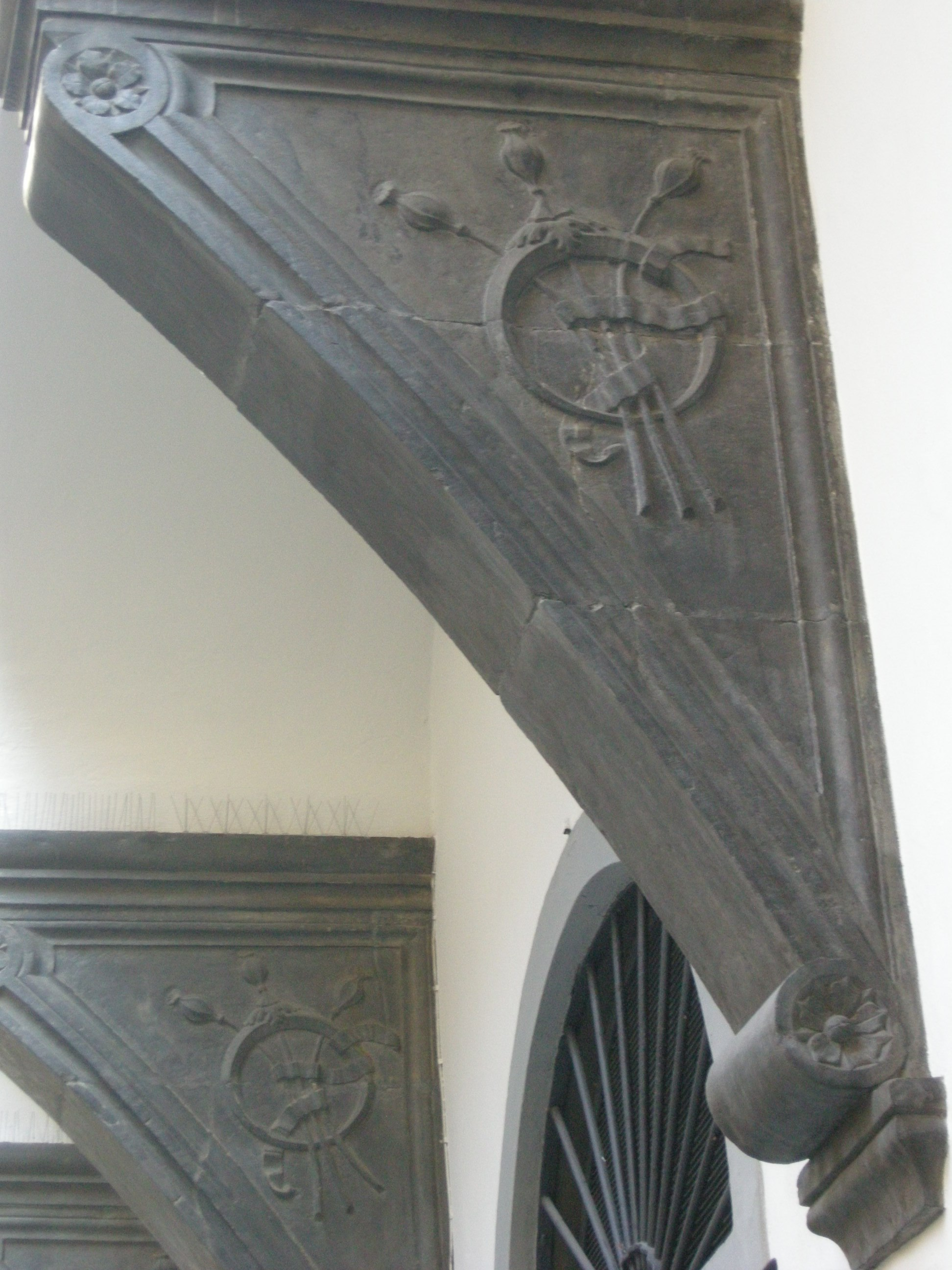
Emblema dei papaveri con l'anello sugli sporti di palazzo Bartolini Torrigiani

I Bartolini Salimbeni furono un'importante famiglia di Firenze.

## Storia familiare
Agli inizi del Trecento Bartolino Salimbeni, membro di una delle più ricche e gloriose famiglie di Siena, decise di trasferirsi a Firenze per praticare il mestiere della mercatura (commercio e prestito di denaro). Essendo ancora vivo il ricordo della sconfitta fiorentina della Battaglia di Montaperti (1260) ed anche della sofferta cacciata dei ghibellini, i suoi discendenti pensarono bene di cambiare il cognome in Bartolini, omettendo lo scomodo gentilizio che ricordava una delle maggiori famiglie ghibelline di Siena. Si dedicarono con successo alla produzione ed al commercio della lana, arricchendosi fortemente.
Nel 1432 Lionardo Bartolini Salimbeni partecipò alla campagna di Lucca contro Milano e Siena ed al suo ritorno in città commissionò a Paolo Uccello il famoso trittico della Battaglia di San Romano (1438 circa), che qualche decennio dopo fu chiesto con insistenza ai suoi discendenti da Lorenzo il Magnifico, i quali finirono per venderglielo: fu appeso nella sua camera in palazzo Medici.
Nel XV secolo poi il cognome verrà raddoppiato riprendendo anche l'antico nome dei Salimbeni. La scaltrezza nei commerci è uno dei capisaldi della famiglia, tanto che essa scelse come proprio motto Per non dormire, fatto che, secondo un aneddoto, è da ricondursi ad una vicenda durante la quale un Bartolini, mercante in una piazza europea, ingannò i mercanti rivali invitandoli a un banchetto ed offrendo loro pietanze soporifere, che gli permisero poi di accaparrarsi senza rivali una partita di merce particolarmente vantaggiosa. L'insegna familiare per questo riporta anche tre papaveri entro un anello. Il motto Per non dormire piacque a Gabriele D'Annunzio che lo volle fare suo.
Giovanni Bartolini Salimbeni fu l'esponente della famiglia che, agli inizi del XVI secolo, volle dare lustro e prestigio alla sua casata facendosi costruire un grandioso palazzo, che si sarebbe andato ad aggiungere ai possedimenti del palazzo di Valfonda ed al palazzo Bartolini di via Porta Rossa.
Davanti alla basilica di Santa Trinita (dove la famiglia aveva la cappella fatta affrescare da Lorenzo Monaco), Giovanni aveva incaricato Baccio d'Agnolo di costruire il più bel palazzo mai edificicato a Firenze: palazzo Bartolini Salimbeni. Baccio d'Agnolo sperimentò soluzioni architettoniche così innovative per Firenze (siamo negli anni 1520) da essere inizialmente molto aspramente criticate: sembrava un vero fiasco, tanto che alcune decorazioni furono tolte (e fu anche aggiunta la scritta sul portale Carpere promptius quam imitari, cioè "È più facile criticare che imitare"), ma alla fine si rivelò uno dei modelli più copiati per l'architettura residenziale dei secoli a venire.
Nel palazzo di Gualfonda poi i Bartolini Salimbeni possedevano uno dei più bei giardini privati di Firenze, a detta dei cronisti dell'epoca degno di una reggia, che fu però presto venduto dalla famiglia ai Riccardi, già dopo la morte di Giovanni; oggi non ne rimane quasi nessuna traccia, dopo che il suo terreno è stato confiscato nell'Ottocento per costruire la stazione Maria Antonia, poi la stazione di Santa Maria Novella.
Nei tempi del principato la famiglia godé di un periodo di relativa calma e stabilità economica. Nel Seicento si aggiunse anche il palazzo Bartolini Salimbeni-Lenzoni in "via del Diluvio". Ai primi del Settecento il condottiero Giovan Battista Bartolini Salimbeni ottenne per la sua casata il titolo di marchese dall'Imperatore Carlo VII.
Il palazzo in Santa Trinita fu invece abitato dai discendenti dei Bartolini Salimbeni fino agli anni Trenta dell'Ottocento, prima di essere ceduto.

## Stemma
Lo stemma dei Bartolini Salimbeni è un leone rampante metà d'argento e metà nero in campo rosso.

## Altre immagini

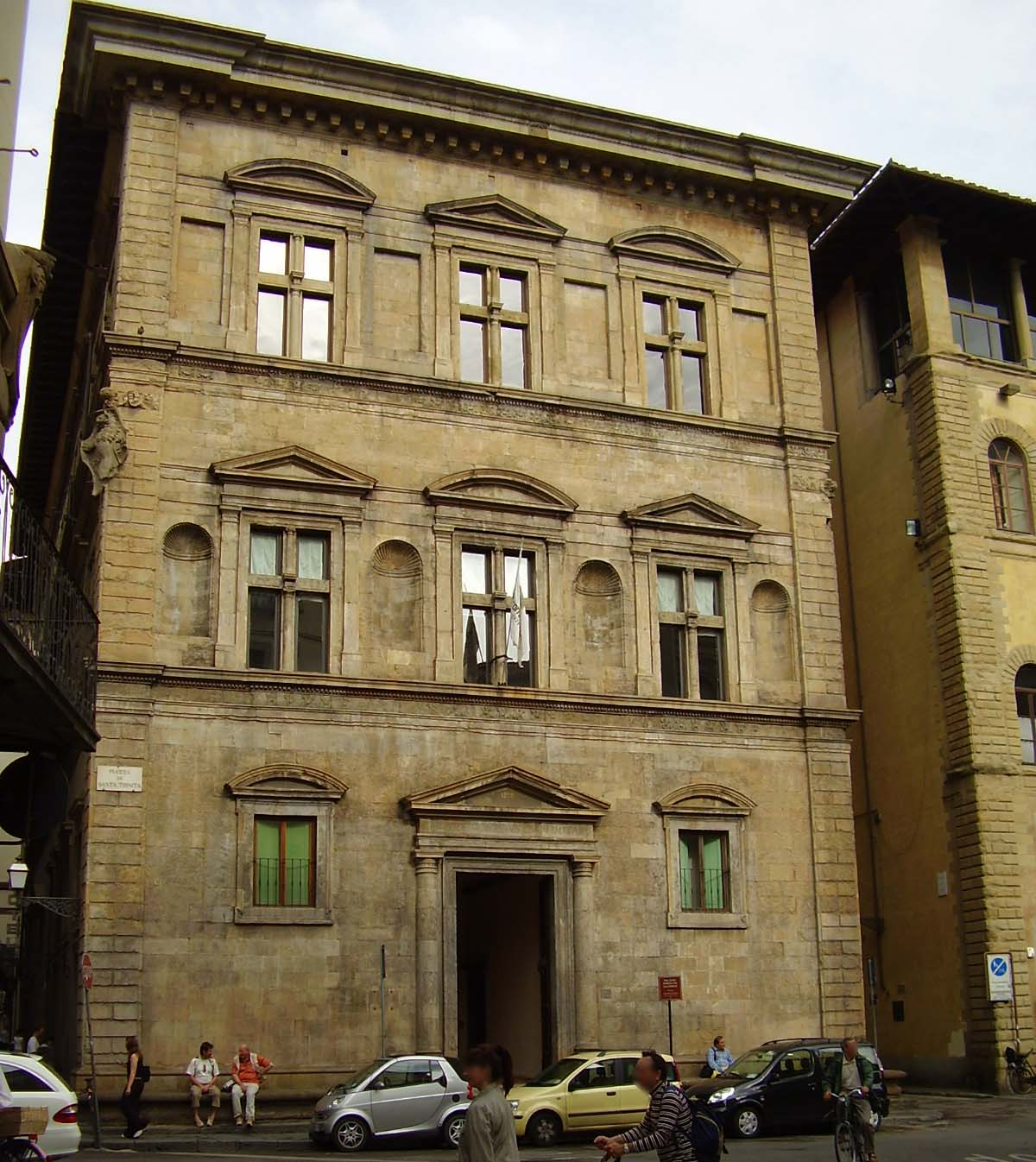
Palazzo Bartolini Salimbeni
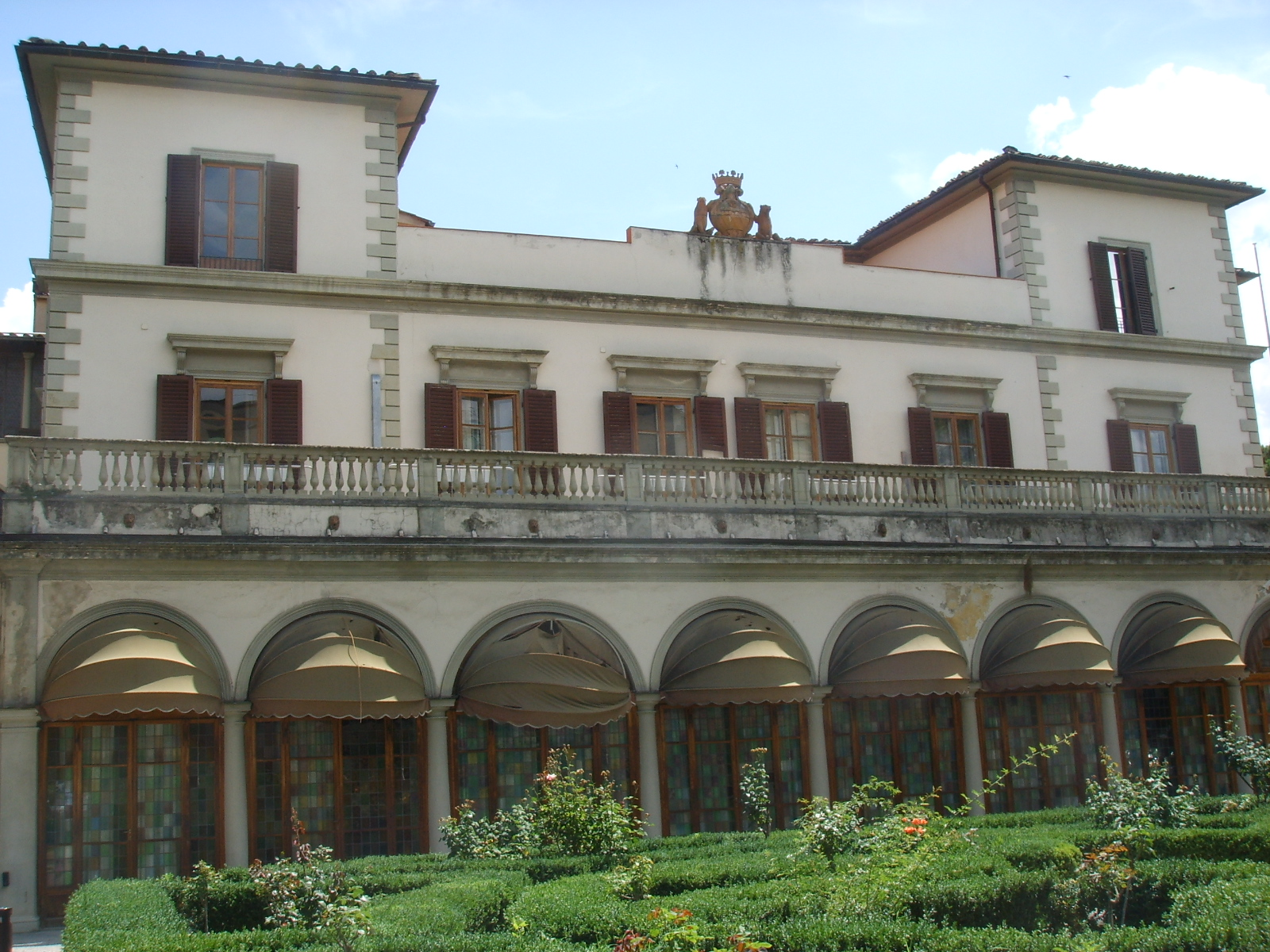
Palazzo di Valfonda, già Bartolini
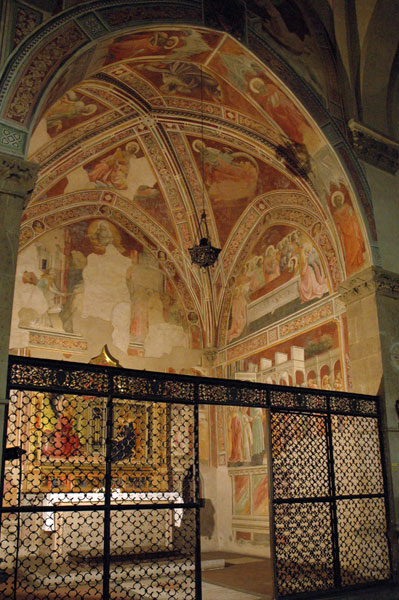
Cappella Bartolini Salimbeni in Santa Trinita
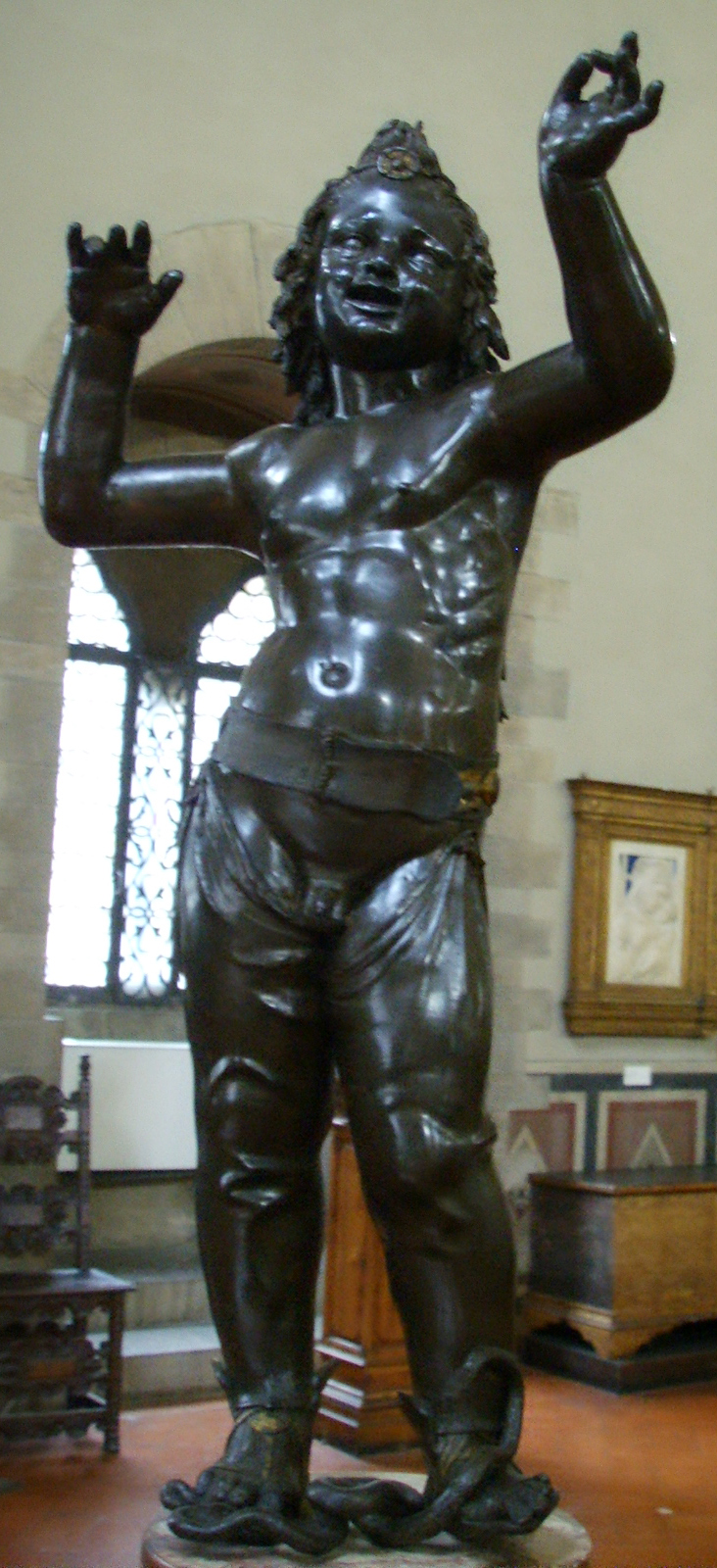
L'Amore-Attis di Donatello, probabilmente commissionato dai Bartolini Salimbeni
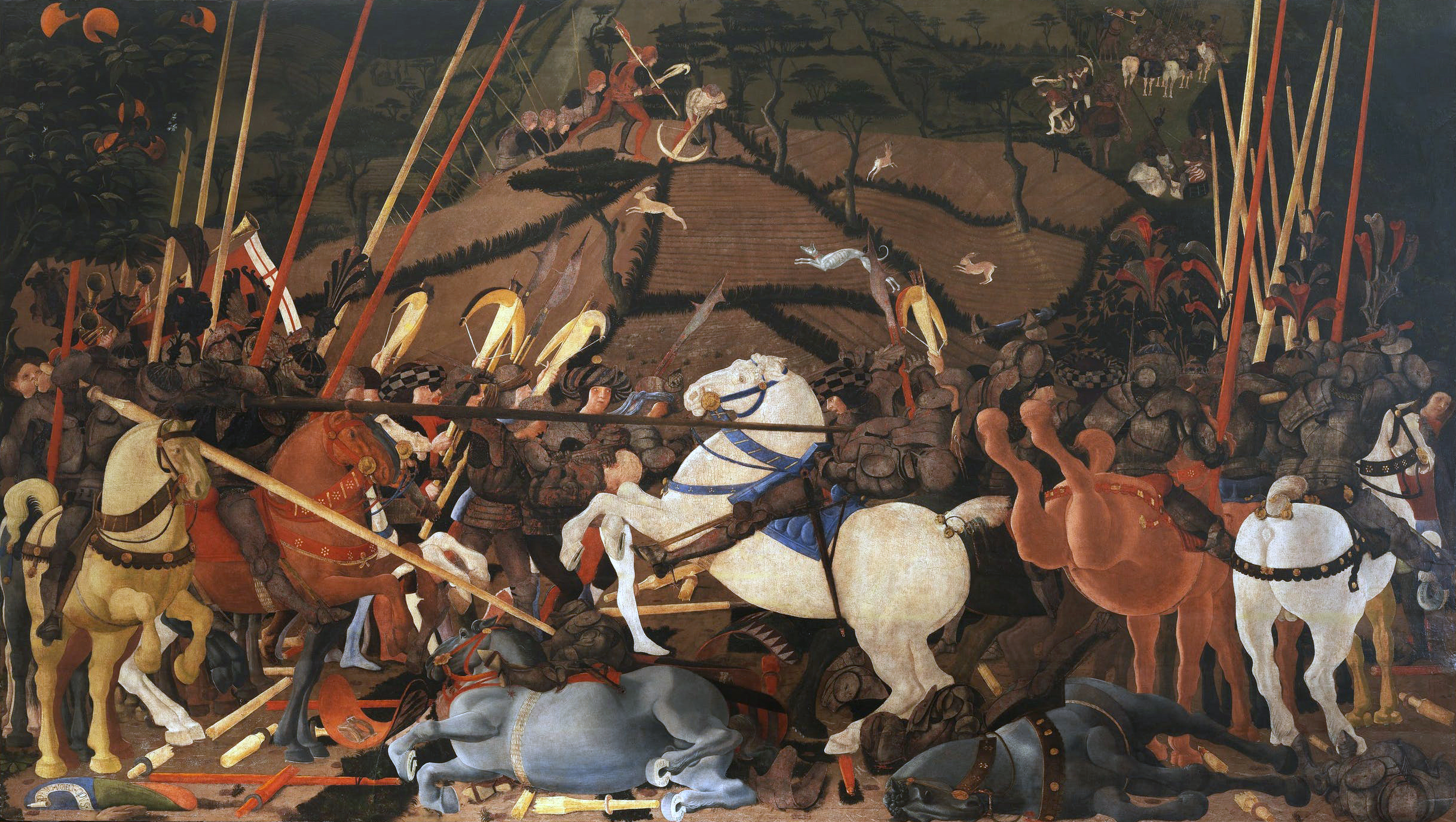
La Battaglia di San Romano di Paolo Uccello, probabilmente commissionata dai Bartolini Salimbeni